# Danny Collins (película)
Danny Collins (Directo al corazón en Hispanoamérica y Nunca es tarde (Danny Collins) en España) es una película estadounidense de 2015 de comedia dramática escrita y dirigida por Dan Fogelman; es el primer largometraje de Fogelman. Inspirada en la historia real del cantante de folk Steve Tilston, el filme está protagonizado por Al Pacino, Annette Bening, Jennifer Garner, Bobby Cannavale y Christopher Plummer. La película llegó a los cines estadounidenses el 20 de marzo de 2015.
Por su actuación, Pacino recibió una candidatura al mejor actor en una comedia o musical en los Premios Globo de Oro de 2015.

## Argumento
Danny Collins (Al Pacino) es un envejecido roquero de los años 1970 que no logra deshacerse de sus malas costumbres hasta que su representante, Frank Grubman (Christopher Plummer), descubre una carta de hace cuarenta años atrás dirigida a Danny y escrita por John Lennon. Después de leer la carta, Danny decide cambiar su vida. Viaja a Nueva Jersey para intentar conocer a su hijo adulto, Tom Donnelly (Bobby Cannavale), producto de una relación casual y cuya madre murió diez años atrás. Tom está casado con Samantha (Jennifer Garner) y tiene una hija de siete años de edad, Hope (Giselle Eisenberg).
En busca de un nuevo comienzo para su vida acelerada, agitada y metida en excesos, alcohol y drogas, Danny renuncia a las giras musicales por el país y se registra en un hotel Hilton en Nueva Jersey, para deleite del joven personal. Comienza a cortejar a la gerente del hotel, Mary, la invita a cenar e intenta arreglar una cita con su asistente Jaime, para estar más cerca de la casa donde vive su hijo.
Tom inicialmente rechaza al padre por considerar lo abandonó, pero Danny persiste y lleva a Hope, que tiene TDAH, a una escuela exclusiva para niños con necesidades especiales, en donde él decide hacer una colaboración, donación para la escuela y es bien recibido por ser una celebridad de la música y el espectáculo, al regresar a casa de su hijo en un bus de la gira de conciertos utilizado como transporte exclusivo, se entera de que Tom está enfermo, tiene leucemia terminal, heredada de su madre y comienza a asistir a las visitas médicas con él, la aversión de Tom por su padre da paso gradualmente a la necesidad de su apoyo económico y ayudar a su familia en caso de que muera, por su fortuna acumulada como cantante.
Inspirado por sus sentimientos por Mary y su felicidad por tener una familia, Danny comienza a escribir nuevas canciones. Reserva una actuación de una noche en un pequeño club para debutar sus nuevas canciones, sin embargo, cuando la audiencia exige que toque su material antiguo de los años 70´s en sus inicios de la música, Danny pierde los nervios y ofrece una actuación de memoria. Avergonzado por no atreverse a promover nueva música, vuelve a consumir drogas, dañando su relación con Mary y su familia. Tom lo confronta por su actitud de volver a una vida desordenada en la cabina del bar, Danny revela enojado la enfermedad de Tom, Samantha no estaba al tanto. Sintiéndose traicionado, Tom le dice a Danny que nunca vuelva a molestar a su familia.
Danny se entera por su representante Frank, sus finanzas están en peligro debido a todos sus hábitos excesivos, vida en hoteles y compras de carros exóticos, y necesita salir de gira nuevamente. Danny va al hotel para arreglar las cosas con Mary y salir a cenar. Tom recibe la visita de Frank y le dice que su padre, a pesar de sus muchos defectos, es un buen hombre. Tom luego encuentra a su padre Danny esperando en el consultorio del médico para escuchar su diagnóstico médico. Danny le asegura que todo estará bien, lo cual, después de llegar el médico, parece ser el caso y la familia vuelve a estar unida.

## Reparto
- Al Pacino como Danny Collins
- Annette Bening como Mary Sinclair
- Jennifer Garner como Samantha Leigh Donnelly
- Bobby Cannavale como Tom Donnelly
- Christopher Plummer como Frank Grubman
- Nick Offerman como Guy DeLoach
- Josh Peck como Nicky Ernst
- Katarina Čas como Sophie
- Melissa Benoist como Jamie
- Giselle Eisenberg como Hope Donnelly
- Eric Michael Roy como el joven Danny Collins

## Antecedentes
La historia está basada en un hecho real en el que John Lennon escribió una carta en 1971 al cantante de música folk inglés Steve Tilston, cuya existencia Tilston desconoció durante 34 años.

## Producción

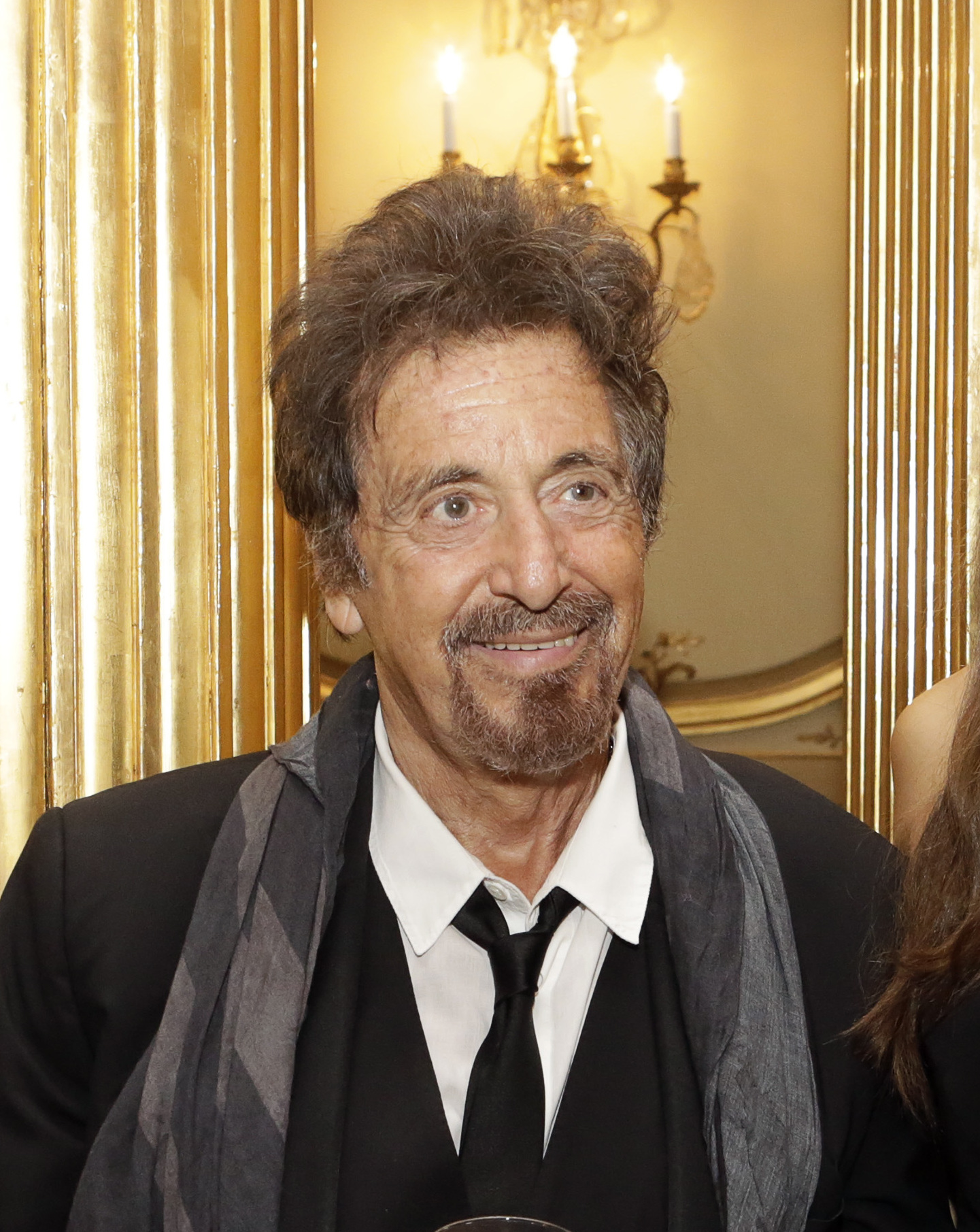
Pacino en 2016.

En noviembre de 2010, se anunció que Steve Carell iba a interpretar al hijo del músico, pero se terminó alejando del proyecto debido a conflictos con su agenda. En junio de 2011, se informó que Al Pacino estaba en negociaciones para protagonizar la película. En octubre del año siguiente, se dio a conocer que Jeremy Renner iba a ser el reemplazante de Carell y que Julianne Moore se había unido al reparto. Ambos actores fueron reemplazados más tarde por Bobby Cannavale y Annette Bening, respectivamente. La filmación comenzó en julio de 2013 en Los Ángeles. Una de las escenas fue filmada con Pacino durante un concierto de la banda Chicago en Los Ángeles. En noviembre de 2014 se anunció que Ryan Adams iba a componer la banda sonora junto a Theodore Shapiro.

## Recepción
En Rotten Tomatoes, la película consiguió un porcentaje de aprobación de 78 % basada en 134 reseñas, con una puntuación promedio de 6,4 sobre 10. El consenso del sitio indica: «Gracias a la emotiva actuación central de Al Pacino —y un excelente trabajo por parte de un estimado reparto secundario— Danny Collins logra superar sus momentos más predecibles y torpes para entregar un sentido cuento sobre la redención». En Metacritic, un puntaje de 58 sobre 100, basado en 31 reseñas, siendo catalogada como una cinta de «críticas mixtas o promedio».
Chris Nashawaty de Entertainment Weekly nombró la película como una de las «joyas ignoradas» del año 2015.
Además de la nominación de Pacino a los Globo de Oro, dos de las canciones originales de la película, «Don't Look Down» y «Hey Baby Doll», formaron parte de la preselección en la categoría del Óscar a la mejor canción original.